# ČD-Baureihe 704
Als ČD-Baureihe 704 (ursprünglich ČSD-Baureihe T 234.0) wird eine zweiachsige dieselelektrische Lokomotive der Tschechischen Bahnen ČD für den Rangierdienst bezeichnet. Wegen ihres kantigen Äußeren erhielten die Lokomotiven den Beinamen Malé lego (etwa: Kleiner Legostein).

## Geschichte
Schon Ende der 1970er Jahre bestand Bedarf an einer neuen leichten Diesellokomotive für den Verschub auf Bahnhöfen, da die damals eingesetzten Fahrzeuge der Baureihen T 211.0 und T 212.0 die Grenze ihrer Lebensdauer erreichten. Erst in den Jahren 1988/89 lieferte ČKD in Prag zwei Prototypen an die damaligen Tschechoslowakischen Staatsbahnen ČSD. Eine weitere Prototyplokomotive wich in ihrer Ausführung von diesen ab und war für Werkbahnen vorgesehen (Reihe T 237.0 / 704.4). 1992 wurden 20 Serienlokomotiven beschafft, die sämtlich zur ČD gelangten.

## Technische Merkmale
Die Prototypen erhielten den Sechszylinder-Motor LIAZ M2-650 von LIAZ mit einer Leistung von 250 kW, welcher seine Kraft direkt an den Gleichstromgenerator TA 611 von ČKD abgibt. Für die Serienlokomotiven wurde jedoch der Motor 6 Z 135 T von Diesel International (vormals ČKD Naftové motory) vorgesehen. Im hinteren kurzen Vorbau befinden sich die Komponenten für die Leistungsübertragung und die Druckluftbremsausrüstung DAKO BSE mit dem Luftverdichter. Der Führerstand wurde mittig angeordnet, um dem Triebfahrzeugführer in beide Fahrtrichtungen eine gute Streckensicht zu ermöglichen.

## Einsatz
Neben den Aufgaben im Rangierdienst kommen die Lokomotiven zum Teil auch vor leichten Personenzügen zum Einsatz.